# 神之木台
神之木台（かみのきだい）は、神奈川県横浜市神奈川区の町名。「丁目」のない単独行政地名。住居表示実施済区域。

## 地理
神奈川区の北東部に位置し、東に子安台二丁目、南に新子安、南西に入江二丁目、北西に神之木町、北に西寺尾三丁目と接している。

### 地価
住宅地の地価は、2024年（令和6年）1月1日の公示地価によれば、神之木台15-18の地点で28万4000円/m²となっている。

## 歴史

### 町名の由来
町内に神木があったことに由来。

### 沿革
- 1936年（昭和11年）11月1日 - 子安町字神之木の台地を分離し、神之木台を新設[7]。横浜市神奈川区神之木台となる[8]。
- 1966年（昭和41年）5月1日 - 新子安の住居表示の実施に伴い、神之木台の一部を新子安二丁目、入江二丁目、神之木町へ編入。新子安の一部を神之木台に編入[9]。
- 1967年（昭和42年）5月1日 - 神之木台の住居表示の実施に伴い、神之木台の一部を西寺尾町へ編入。子安台の一部を神之木台に編入。また、住居表示を実施[10]。

## 世帯数と人口
2025年（令和7年）6月30日現在（横浜市発表）の世帯数と人口は以下の通りである。
| 町丁     | 世帯数    | 人口    |
| -------- | --------- | ------- |
| 神之木台 | 1,481世帯 | 2,784人 |

### 人口の変遷
国勢調査による人口の推移。
| 年                 | 人口  |
| ------------------ | ----- |
| 1995年（平成7年）  | 2,371 |
| 2000年（平成12年） | 2,184 |
| 2005年（平成17年） | 2,543 |
| 2010年（平成22年） | 2,465 |
| 2015年（平成27年） | 2,397 |
| 2020年（令和2年）  | 2,434 |

### 世帯数の変遷
国勢調査による世帯数の推移。
| 年                 | 世帯数 |
| ------------------ | ------ |
| 1995年（平成7年）  | 958    |
| 2000年（平成12年） | 941    |
| 2005年（平成17年） | 1,108  |
| 2010年（平成22年） | 1,144  |
| 2015年（平成27年） | 1,139  |
| 2020年（令和2年）  | 1,240  |

## 学区
市立小・中学校に通う場合、学区は以下の通りとなる（2024年11月時点）。
| 番・番地等 | 小学校               | 中学校             |
| ---------- | -------------------- | ------------------ |
| 全域       | 横浜市立西寺尾小学校 | 横浜市立錦台中学校 |

## 事業所
2021年（令和3年）現在の経済センサス調査による事業所数と従業員数は以下の通りである。
| 町丁     | 事業所数 | 従業員数 |
| -------- | -------- | -------- |
| 神之木台 | 66事業所 | 645人    |

### 事業者数の変遷
経済センサスによる事業所数の推移。
| 年                 | 事業者数 |
| ------------------ | -------- |
| 2016年（平成28年） | 63       |
| 2021年（令和3年）  | 66       |

### 従業員数の変遷
経済センサスによる従業員数の推移。
| 年                 | 従業員数 |
| ------------------ | -------- |
| 2016年（平成28年） | 639      |
| 2021年（令和3年）  | 645      |

## 施設
- 神ノ木公園[20]
- 神ノ木地区センター

## その他

### 日本郵便
- 郵便番号 : 221-0011[3]（集配局：神奈川郵便局[21]）

### 警察
町内の警察の管轄区域は以下の通りである。
| 番・番地等 | 警察署       | 交番・駐在所 |
| ---------- | ------------ | ------------ |
| 全域       | 神奈川警察署 | 入江交番     |